# Abbaye de Planselve

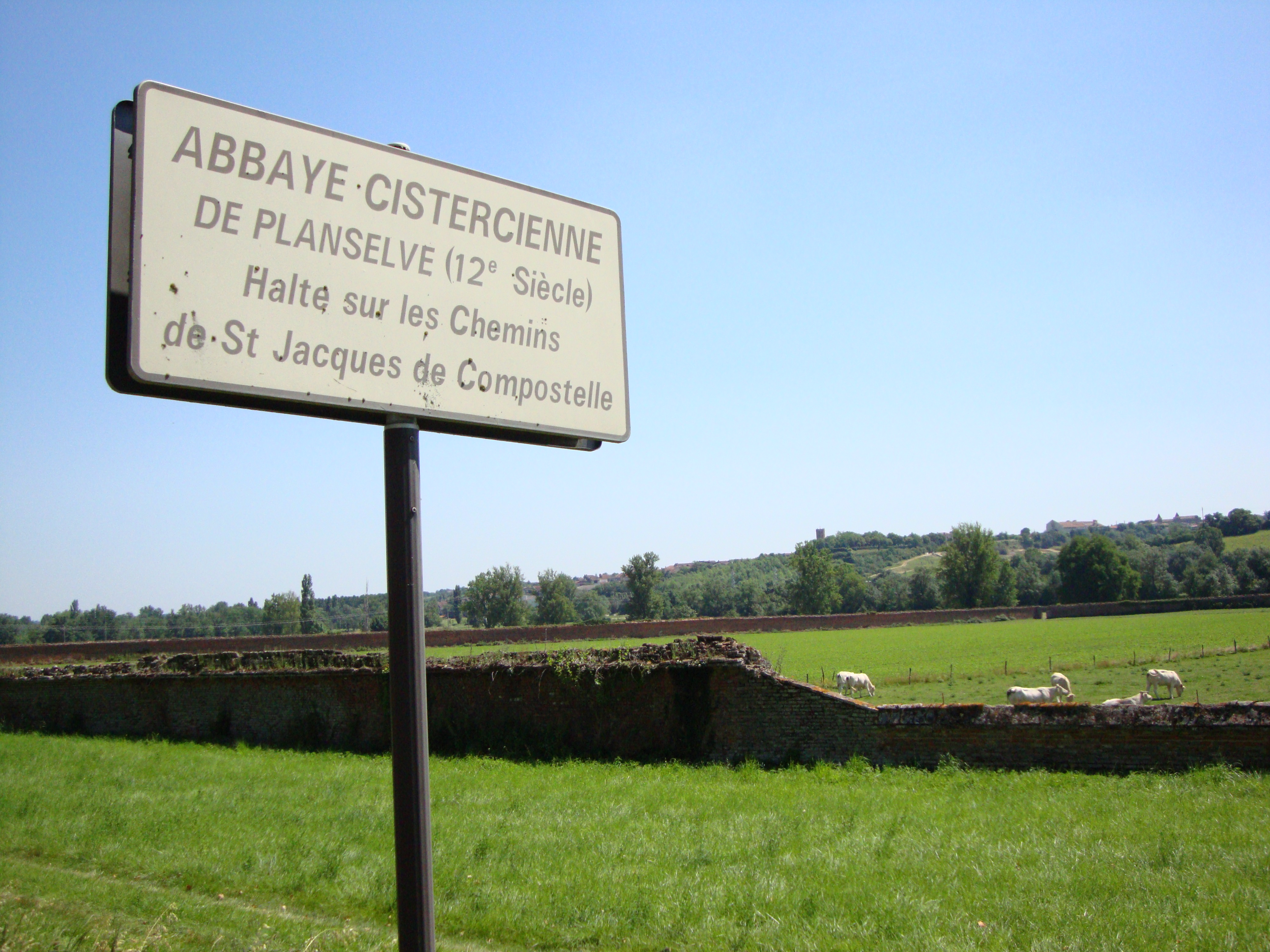
Panneau à Gimont indiquant le mur de l'abbaye disparue.

L'abbaye de Planselve est un ancien monastère cistercien, en activité de 1143 à 1789, aujourd'hui située sur la commune de Gimont, dans le Gers (France). La fondation de l'abbaye est à l'origine de la création et du développement de Gimont qui est une bastide.

## Historique
L'abbaye de Notre-Dame de Gimont, de l'ordre de Cîteaux est une fille de l'abbaye de Berdoues. Elle fut fondée l'an 1142 par Géraud du Brouilh, sa femme Gausens et leurs enfants qui donnèrent cent concades de terres dans une plaine appelée « Planassylva », sur les bords de la Gimone, deux kilomètres environ au sud-ouest de la ville de Gimont. Dans les années qui suivirent la fondation, les donations ou ventes se sont multipliées et l'abbaye a créé de nouveaux centres d'exploitation que les moines ont appelés "granges" et qui étaient comme des succursales de la maison-mère, pour le temporel uniquement.
Dès 1151, les moines de Gimont ont construit la grange de Franqueville qui s'étend sur les terres de Solomiac, Estramiac, Tournecoupe, Pessoulens, Marignac, Faudoas et Sarrant. En 1155, ils fondent la grange de Saint-Soulan du côté de Saramon étendant son territoire jusque Samatan, Lombez, Montadet et Sauveterre. En 1158, ils construisirent deux granges, celle de Laus au sud-est de Gimont et celle du Hour dont les terres s'étalent entre Gimont et Mauvezin jusqu'au long de l'Arratz. Enfin des donations  en 1160 et 1162  puis 1164 ont permis de constituer la grange d'Aiguebelle du côté de Fonsorbes, Saint-Lys, Bonrepaus et Seysses. Les moines ne possédaient pas toutes les terres mais ils avaient des possessions nombreuses qui leur permettaient de recevoir la dîme sur les églises, les droits de chasse, de pêche et d'exploitation des bois. Au cours des siècles, les moines ont encore agrandis leurs possessions.
Ruinée à la Révolution, il n'en reste qu'un mur d'enceinte en briques d'un kilomètre et demi de long, avec une porte d'entrée monumentale (XIVe siècle), le bâtiment des convers (XIIe siècle) et deux pigeonniers. Elle était située sur la voie toulousaine (via tolosana) du chemin de Saint-Jacques de Compostelle, et accueillait des pèlerins. 
Les rares bâtiments qui ont survécu appartiennent aujourd'hui au domaine privé et ne se visitent pas.
Actuellement, le cartulaire de l'abbaye de Gimont qui reprend toutes les chartes de 1142 (dont l'acte de fondation) jusqu'en 1233 est déposé aux Archives départementales du Gers à Auch.

## Source
- Gallia Christiana